# انتشارات نیل
انتشارات نیل انتشاراتی است که در سال ۱۳۳۳ توسط ابوالحسن نجفی و عبدالحسین آل‌رسول بنیان گذاشته شد. در حال حاضر سال‌هاست که انتشارات نیل کتابی به چاپ نرسانده است و کتابفروشی آن نیز در معرض تعطیلی قرار دارد.

## گذشته
فکر تأسیس انتشارت نیل از سال ۱۳۳۲ شکل گرفته بود. به دلیل کم بودن سرمایه اولیه که ۲۰٬۰۰۰ تومان بود، احمد عظیمی به آنها پیوست و سرمایه را افزایش داد. به گفته جهانگیر منصور نام این انتشارات از سه حرف از نام بنیان‌گذاران ساخته شده‌است (نجفی- «ن»، عظیمی- «ی» و آل‌رسول- «ل»). عبدالحسین آذرنگ به نقل از ابوالحسن نجفی این گفته را رد کرده و گفته نام نیل، بدون توجه به حروف اختصاری یا نام رودخانه نیل انتخاب شده‌است. به گفته جهانگیر منصور، ابوالحسن نجفی انتخاب کتاب، ویرایش و آماده‌سازی را به‌عهده داشت، احمد عظیمی امور مالی را هدایت می‌کرد و عبدالحسین آل‌رسول مدیریت انتشارات را به‌عهده داشت. نام این انتشارات مانند بسیاری از ناشران آن دوره نام «کانون» در ابتدایش بود که بعدتر حذف شد.
بعدتر محسن بخشی و جهانگیر منصور (فرزند محمدجعفر منصور معروف به ادب) نیز به نیل پیوستند و به کارهایی نظیر امور فنی چاپ، نمونه‌خوانی، پخش، کتاب‌فروشی و پیگیری کارهای وابسته به نشر پرداختند. پس از مدتی میان شرکا اختلافات مالی به‌وجود آمد. ابوالحسن نجفی در سال ۱۳۳۸ برای تحصیل به فرانسه و عبدالحسین آل‌رسول به انگلستان رفت. پس از بروز اختلاف میان شرکاء احمد عظیمی سهم شرکاء را خرید و مالک انتشارات نیل شد. آل‌رسول پس از بازگشت از انگلستان در میانه دهه ۱۳۴۰ از انتشارات نیل جدا شد و انتشارات کتاب زمان را تأسیس کرد. نیل تا سال ۱۳۴۶ به کار خود ادامه داد. در سال ۱۳۵۰ محمد زهرایی با احمد عظیمی شریک شد و به انتشارات نیل پیوست. او سهم خودش را با چند نفر دیگر نیز شریک بود. او در سال ۱۳۶۴ از انتشارات نیل جدا شد.
این انتشارات ابتدا در میدان بهارستان روبروی چاپخانه مجلس شورای ملی که پیش‌تر محل کتاب‌فروشی مهدی آذر یزدی بود، قرار داشت. پس از چند سال به چهارراه مخبرالدوله منتقل و نهایتاً مقابل دانشگاه تهران ماندگار شد.

## اهمیت
انتشارات نیل جزء اولین نشرهایی بود که به همراه انتشارات فرانکلین به مسئله ویرایش به شیوه غربی اهمیت می‌داد. نیل توانست با ترجمه‌ها و ویرایش‌های حرفه‌ای، فضای تازه‌ای در ادبیات ایجاد کند و با چاپ اشعار شاعران پیشرو و چاپ مجموعه‌هایی در مورد نقد و تحلیل ادبی، فضای شعر و نقد ادبی را دیگرگون کند. بسیاری از نویسنده‌ها و شاعران مشهور اولین آثارشان را در نیل چاپ کردند. از جمله نادر نادرپور، احمد شاملو، جلال آل‌احمد، غلامحسین ساعدی، نصرت رحمانی، فریدون مشیری، سیاوش کسرایی، به‌آذین، محمد قاضی، رضا سیدحسینی و بسیاری دیگر. احمدرضا احمدی نیل را از معدود ناشران پس از مشروطه می‌داند که صاحبانش اهل فرهنگ بودند و در مورد چاپ کتاب سخت‌گیری می‌کردند چنان‌که چاپ کتاب یک نویسنده در نیل می‌توانست او را مشهور کند.
برخی از مهم‌ترین آثار چاپ شده در نیل می‌توان به ترجمه محمد قاضی از دن کیشوت در دو جلد، هوای تازه احمد شاملو، دن آرام (چهار جلد)، بابا گوریو و ژان کریستف با ترجمه به‌آذین، گناه دریا از فریدون مشیری، یکلیا و تنهایی او از تقی مدرسی، سرخ و سیاه با ترجمه عبدالله توکل و آرزوهای بزرگ با ترجمه ابراهیم یونسی اشاره کرد.

## مجله‌های صدف و انتقاد کتاب
نیل مسئولیت آماده‌سازی و چاپ دو مجله صدف به مدت یک‌سال و انتقاد کتاب که ۵۰ شماره از آن به صورت ضمیمه در کتاب‌ها منتشر می‌شد، را به‌عهده داشت. از سردبیران صدف می‌توان به بهرام صادقی، تقی مدرسی و محمود اعتمادزاده (به‌آذین) اشاره کرد.
مجوز انتشار مجله صدف به‌نام احمد عظیمی بود و از آن ۱۲ شماره از مهرماه ۱۳۳۶ تا اسفند ۱۳۳۷ منتشر شد. در این مجله داستان، شعر، تحلیل و نقد، معرفی کتاب، و اطلاعاتی دربارهٔ نشر و ناشران چاپ می‌شد. از میان کسانی که با صدف همکاری می‌کردند می‌توان به امیرحسین آریان‌پور، عبدالمحمد آیتی، عبدالرحیم احمدی، منوچهر امیری، مهرداد بهار، به‌آذین، سیروس پرهام، فریدون رهنما، سیاوش کسرایی، بهرام صادقی، محمود کیانوش، امیر گل‌آرا، فتح‌الله مجتبایی، تقی مدرسی، مصطفی مقربی و ابوالحسن نجفی اشاره کرد.